# Muritiba
Muritiba este un oraș în statul Bahia (BA) din Brazilia.